# James Bicheno Francis
James Bicheno Francis (18. svibnja 1815. – 18. rujna 1892.) je britansko-američki inženjer zaslužan za konstruiranje Francisove turbine, koja se upotrebljava za proizvodnju električne energije uz pomoć generatora, koristeći fluid (najčešće vodu) kao pokretač.

## Životopis
Francis je rođen u Southleighu, u engleskom Oxfordshireu. Nakon što je četiri godine radio s ocem, s 18 godina života emigrirao je u SAD, gdje se po dolasku zapošljava na gradnji željezničke pruge, a potom u kompaniji koja upravlja ustavama i kanalima (Locks and Canal Company) u mjestu Lowell, država Massachusetts. Godine 1837. postaje glavni inženjer u Locks and Canal Company te se na tom mjestu zadržava cijele karijere.
Francis je ubrzo postao jedan od najvećih inženjera svog doba. Uz pomoć matematičkih izračuna doveo je vodene turbine do 90% iskoristivosti potencijala te unaprijedio njihova mehanička i fizička svojstva. Lowell je postao kolijevka američke industrijske revolucije zbog svoga značaja kao energetskog pokretača tekstilne industrije.
Francis je ujedno bio i osnivač Američkog društva civilnih inženjera (American Society of Civil Engineers), te predsjednik istog do 1880. godine.
James Bicheno Francis povukao se u mirovinu 1884. godine, a naslijedio ga je sin, James mlađi. Umro je 18. rujna 1892. godine u Lowellu.

## Vanjske poveznice
- Studij inženjerstva "James B. Francis" na sveučilištu Massachusetts Lowell (engl.)
- "Lowell Notes: James B. Francis" - biografija (engl.)